# Pearblossom
Pearblossom (en anglais [pɛərblɒsəm]) est une communauté non constituée en municipalité située en Californie, dans le nord du comté de Los Angeles.
Pearblossom est établie dans la vallée d'Antelope du désert de Mojave.